# Hold My Hand (canción de Michael Jackson y Akon)
«Hold My Hand» —en español: «Toma mi mano»— es un dueto interpretado por el artista norteamericano Michael Jackson y el compositor senegalés-estadounidense Akon publicado en el primer álbum póstumo de Michael Jackson, Michael. La canción fue originalmente grabada a finales de diciembre de 2007 y estaba prevista para ser el primer sencillo del álbum de 2008 Freedom de Akon. Akon le agregó arreglos vocales a la canción en 2010, unos meses antes de la publicación del álbum de Jackson. La canción también aparecerá en el disco Living - The Life, de Akon.

## Antecedentes
Coescrita por Claude Kelly dijo a HitQuarters que "Hold My Hand" fue escrita originalmente para Whitney Houston, ella fue la primera cantante que se tenía en mente. Akon y Kelly habían estado en el estudio trabajando en canciones para el álbum de Houston I Look to You Kelly había completado la canción de una pista de Akon. Después de escuchar la canción más tarde Akon dijo que la amaba y quería tenerla para él, por lo que grabó su propia versión. Poco después Akon fue a Las Vegas para trabajar en lo que sería el próximo álbum de Michael Jackson. Jackson escuchó la canción, le encantó y decidió que quería contribuir en ella. Cuando Kelly le preguntó sobre qué pensaba que iba la canción que tocó la fibra sensible dijo que era el tema de la canción de la amistad y unión. "Hold My Hand" fue grabado por Jackson y Akon a finales de diciembre de 2007 en el Palms Casino Resort en Las Vegas. La canción se filtró inacabada el 30 de junio de 2008 y recientemente Akon la completó. En una nota manuscrita de Jackson que pertenece a su patrimonio indicó su deseo de que "Hold My Hand" fuese el primer sencillo en su próximo proyecto.  Esta sería la última canción inédita que se filtró durante la vida de Jackson. Debido a la filtración de la canción fue retirada posteriormente de la lista de canciones de Akon en su álbum de 2008, Freedom.
Akon, comentó: "El mundo no estaba listo para escuchar" Hold My Hand "cuando se filtró hace un par de años. Afirmación que devastó al público. Sin embargo, su momento ha llegado, ahora en su estado final y se ha convertido en una increíble y hermosa canción, en un himno. Estoy muy orgulloso de haber tenido la oportunidad de trabajar con Michael, uno de mis ídolos de todos los tiempos. Antes del lanzamiento oficial de la canción Akon dijo en Twitter que la versión final tendría más voces de Jackson. La canción fue lanzada a nivel mundial el lunes 15 de noviembre de 2010, a las 12:01 a. m. EST. Estaba disponible para escuchar desde el sitio web oficial de Jackson. El sobrino de Jackson, Taj Jackson, envió un mensaje diciendo que su tío estaba orgulloso de la canción. "Nunca olvidaré esa sonrisa que había en su rostro mientras la canción se reproduce a través de los altavoces [en su habitación] en el Palms Hotel en Las Vegas." La canción es la segunda colaboración entre ambos artistas, y la segunda consecutiva liberación de Jackson después de "Wanna Be Startin' Somethin' 2008". Esta canción fue un éxito comercial y de las listas del top 20 en varios países.

## Video musical
El lunes 22 de noviembre de 2010, la filmación del vídeo oficial comenzó en Tustin, California, un lugar principal de rodaje de los hangares de dirigibles en el Marine Corps Air Station Tustin. Hubo un casting publicado por el sitio web oficial de Jackson, diciendo que estaban "buscando a sus fanes de todas las edades que quieran ser parte de este evento icónico."  El 4 de diciembre de 2010, un teaser de 30 segundos el video fue lanzado en el canal oficial de Michael Jackson en YouTube y la página web oficial. Se presentó clips en vivo de Jackson en Bucarest:en el Dangerous World Tour y los clips de la danza y los aficionados.El vídeo se estrenó a medianoche 9 de diciembre de 2010 en los sitios web en todo el mundo, incluyendo MichaelJackson.com.El vídeo mostró a Jackson en concierto (from Dangerous World Tour de Bucarest y HIStory World Tour en Múnich), Akon cantando y niños bailando en el vestido de Jackson, así como escenas sentimentales de los niños, las familias y las personas mayores de la mano y una mujer llorando. El vídeo lleva cerca de 100 millones de veces visto en Youtube.

## Recepción
La canción recibió críticas positivas, en contraste con las críticas negativas de los últimos de publicidad del sencillo "Breaking News." Llamado Ashante de Infantería, el reportero de entretenimiento escribió para el Toronto Star, un "Además de atractivo, con buenas intenciones al catálogo de Jackson. " Ella también escribió, "Alentados por las cuerdas y un coro de acompañamiento, el cantante se aplica a su tenor angelical ante la escalada de redacción que los modelos de la elevación significado de amor la melodía y las letras de unidad en el espíritu de 1995" You Are Not Alone ", N 1° últimos Jackson un éxito. " The Huffington Post comentarista Joe Vogel lo elogió como "un simple, pero poderosa canción que incorpora gran parte de lo que los fanes que Michael Jackson amaba ... hacer algo al personal más profundo y universal ", y Vogel declaró como así que "con su crescendo estribillo pegadizo y majestuoso que tiene todos los ingredientes de un gran éxito." Vogel también tomó nota de la primera línea de la canción "Esta vida no duran para siempre", era "un doloroso recordatorio de la fugacidad de la vida."  MTV Gil Kaufman afirmó que "la elevación" Hold My Hand "es una de las baladas de amor clásica de Jackson, una llamada conmovedora a la unidad ", y que terminó con" una sensación de majestuosidad. " Newsday crítico musical Glenn Gamboa dijo que la canción" Jackson encuentra en la voz de multa. " También comentó: "Ahora bien, esto se parece más a ella." Gerrick D. Kennedy del blog de Los Angeles Times escribió la música que el "tema a medio tiempo edificante es clásico MJ" 
Sin embargo vino comentario negativos de Yahoo! Music, donde el comentarista Chris Willman sostuvo que la única robó elementos de la Hootie & The Blowfish la canción del mismo nombre,  y la ciudad de Minneapolis Páginas donde comentarista Ray Cummings dijo que "no hay manera de evitar razonablemente decepcionados y desanimados por su delgadez. " Boston Herald crítico Jed Gottlieb describe la canción como" un mediocre canturreo con Auto-Tune de Akon "sin el complemento, crujido y el pop de un producto terminado Rey de Pop ". Gottlieb también escribió, "Jackson se queja de su tumba." .Jason Lipshutz de Billboard, dijo, "no es un clásico Jackson única", sino "de Michael Jackson fanáticos deben sentir placer en escuchar una producción de estilo pop que no vivir la vida con problemas del cantante. "